# رود کگتی
رود کگتی (قرقیزی: Кегети) یک رودخانه در کشور قرقیزستان است. 